# Metropolitana FM
Metropolitana FM é uma emissora de rádio de São Paulo voltada ao público pop/jovem. Iniciou suas operações em 1982 em substituição à rádio Difusora FM, em 98,5 MHz. A emissora ocupa a 9.ª posição do ranking geral de audiência na Grande São Paulo, onde chegou a ocupar há mais de dois anos e meio a liderança no público jovem, cresceu na audiência, sendo a 3.ª maior emissora do público jovem, ficando atrás apenas da Jovem Pan FM e da 89 FM A Rádio Rock e estando à frente de todas as demais emissoras do mesmo segmento como: Mix FM, Kiss FM, Rádio Disney, Energia 97, Transamérica e Dumont FM de Jundiaí, segundo medições do Kantar IBOPE Media.

## História
A Metropolitana FM foi ao ar pela primeira vez em 1982, entretanto, a história da rádio começou anos antes, em 1958, quando o Empresário Jayr Mariano Sanzone, então dono de uma bem montada rede de som, a Jaraguá Promoções, no bairro da Penha em São Paulo, começou a pleitear junto ao Ministério das Comunicações, a concessão de uma emissora de rádio na capital paulista.
Em 1980, uma segunda Emissora foi ao ar, a Rádio Metropolitana FM de Guaratinguetá. Em 1981 uma nova Emissora de FM, era inaugurada, de volta na Cidade de Mogi das Cruzes. Em 1982 foi a vez do maior sonho de Jayr Sanzone, se concretizar: uma emissora na capital do Estado de São Paulo, a Rádio Metropolitana FM de São Paulo iniciava as suas atividades, inicialmente a Metropolitana começou transmitindo em 103,3 FM indo para 98,5 FM em 1983.
Em outubro de 1996 a Metropolitana FM é relançada por Jayr Sanzone Júnior, porém com um novo formato onde passa a ser dedicada para o público jovem em 29 de novembro do mesmo ano é lançado o programa Chupim que se tornou um dos maiores sucessos da rádio e é exibido até hoje.
Em 1998 Jayr Sanzone Júnior se associa com seu irmão Jácomo Sanzone e reformula a rádio que ganha novo logo e novos programas.
Em 2013 a emissora inicia uma nova fase, apostando em mudanças na programação e em sua playlist musical. Após saída da 89 FM devido ao retorno da antiga Rádio Rock, Waguinho reassume a direção artística da Metropolitana com o objetivo de reposicionar a rádio entre as mais ouvidas da capital paulista. Com isso a programação foi totalmente reformulada, adotando a conhecida plástica com a voz-padrão de Waguinho e novos programas estrearam, como o Metro Play (em substituição ao 120 Minutos), A hora do Mução (hoje de volta a rádio Mix FM), Metropolitana News, Sem Parar e Bônus Metropolitana. Além disso, alguns programas sofreram alterações em seus formatos, como o Cafeína, que passou a ser exibido à meia-noite e mudou de nome para Cafeína Late Show, e o MetroNight, que também mudou e passou a tocar os sucessos dos bailes funk, além dos hits da música eletrônica e pop music.
Como parte de seus planos de reformulação, a Metropolitana FM passou a incluir em sua playlist outros gêneros musicais, como o funk carioca e paulista, o que culminou na criação de um programa diário dedicado ao gênero chamado No Flow.

Logotipo da emissora, entre 2018 e 2022

Em 2014, as alterações na programação fazem a Metropolitana FM retornar ao top 10 das rádios mais ouvidas da Grande São Paulo, situação que não era vista há muitos anos. Já em 2015, a emissora conquista a liderança no público jovem, superando pela primeira vez a líder Mix FM. Este fato foi impulsionado por mais uma alteração na programação: a rádio abre mais uma vez a sua grade de programação musical para ritmos considerados mais populares, como o sertanejo e outros “hits” nacionais atuais. Com isso a 98,5 FM passou a transitar entre o público jovem/pop e a oferecer concorrência para as rádios consideradas populares. Antes da última abertura de seu “playlist” a Metropolitana já estava apostando no “funk brasileiro” em sua grade.

### Segunda Fase: Rede Metropolitana Brasil
Em novembro de 2023, a Metropolitana FM anunciou seu projeto de rede nacional, a emissora passou por uma série de ajustes e investimentos em todas as áreas envolvidas para a implantação do projeto Rede Metropolitana Brasil, cuja estruturação foi iniciada em agosto de 2023.
Em 12 de janeiro de 2024, a Metropolitana FM anunciou sua primeira afiliada da segunda fase da Rede Metropolitana Brasil. Trata-se da Metropolitana FM 99.3 de Ribeirão Preto, que é controlada pelo Mega Sistema de Comunicação.
A estreia da Metropolitana FM Ribeirão Preto ocorreu em 27 de fevereiro de 2024, às 18h, no Chupim.
Em 10 de junho de 2024, a Metropolitana FM anunciou sua segunda afiliada da Rede Metropolitana Brasil. Trata-se da Metropolitana FM Foz do Iguaçu, operando na frequência 93,7 FM. A estreia ocorreu no dia 24 do mesmo mês.
Em 15 de outubro de 2024 foi a vez da Baixada Santista receber a rádio no estado de São Paulo. Foi a estreia da terceira afiliada da rede, a Metropolitana FM Litoral SP, operando em 102.1 FM, substituindo a Massa FM na região.
A estreia da Metropolitana FM Aracaju aconteceu no dia 2 de dezembro de 2024, a afiliada da Metropolitana foi a primeira do Nordeste operando na frequência 90.5 FM. Durante 2020 e 2024, a frequência era afiliada à Rede Transamérica.
No dia 20 de janeiro de 2025, a emissora estreou a afiliada Metropolitana FM Goiânia, na frequência 88,9 FM, sendo esta a primeira afiliada da emissora a estar presente na região Centro-Oeste.
No dia 11 de agosto de 2025, a Rede Metropolitana Brasil ganha mais uma afiliada, mas desta vez no Norte do país. Trata-se da Metropolitana FM Tucuruí, operando na frequência 90,9 FM, sendo esta a primeira afiliada da rede na região e no estado do Pará.

## Programas

### Cafeína Late Show
Cafeína Late Show, (ou simplesmente Cafeína) é um programa noturno de humor da Rádio Metropolitana FM.
O programa Cafeína era apresentado por Dani Zanetti e Marcelo Batista e estreou em dezembro de 2007. A A atração contava com diversos quadros entre o Rádio Relógio, onde Marcelo e Dani acordavam ouvintes com trotes e também o quadro "Necessitados", onde com a ajuda dos próprios ouvintes, ajudavam pessoas com dificuldades materiais.

### Chupim
O Chupim é um programa de humor, criado em 1996, a partir de uma brincadeira dos locutores, é o "carro chefe" da emissora e, também, líder absoluto de audiência na Grande São Paulo durante sua transmissão, entre 18h e 20h, segundo dados do IBOPE.
Apresentado por Beby (cujo verdadeiro nome é Marcelo Barbur), Bartô e Veneno, o humorístico é tradicionalmente conhecido por passar trotes ao vivo (desde 2015 os trotes são  repetidos, para evitar problemas judiciais) em pessoas que publicam anúncios "bizarros" em classificados. Alguns deles, de tanto sucesso, acabaram virando radionovelas.
O trote de maior repercussão ocorreu em 2009, quando Barthô (Fernando Xavier), na época assistente de Beby, deu entrevistas para rádios de outros países se passando pelo então presidente da república Lula. A repercussão do caso foi tão grandiosa
 que foi destaque em diversos jornais internacionais e obrigou o governo brasileiro a se pronunciar sobre o assunto. Por meio de um porta-voz, o gabinete presidencial informou que havia repassado o assunto para o gabinete de segurança da presidência da República.